# 神之瀬峡
神之瀬峡（かんのせきょう）は、広島県三次市君田町と庄原市高野町の神野瀬川流域の長さ約5kmの渓谷。

## 概要
神野瀬川の浸食によりできた渓谷であり深さは300mにも達する。また、河川流路の断層から鉱泉の湧出があり、河底の随所に変色現象などの特異な自然現象が見られる。
神之瀬峡ではブナやミズナラなどの落葉広葉樹が広く生息しているほか、確認されている種子植物の種類は769種あり、サンインシロカネソウなど絶滅の危機に瀕しているものもある。また野生動物も多く、クマタカやオオサンショウウオ等も生息している。
1979年（昭和54年）12月1日に広島県の自然環境保全地域となり、1998年（平成10年）4月に神之瀬峡県立自然公園の指定区域となっている。
2001年には中国郵政局より発売された「備北だより」絵入り官製葉書の題材になった。

## 見所
- 高暮ダム
- 神之瀬湖（神之瀬川を堰き止めた高暮ダムの貯水池）
- 小庵の滝（こいおりのたき）・・落差30m 4段
- 鳴ケ滝（なるがたき）・・落差8m　幅6m

## 交通アクセス
- 中国自動車道三次インターチェンジから約50分